# Giorgio Cencetti
Giorgio Cencetti (30. ledna 1908, Řím – 13. června 1970, Řím) je italský paleograf a archivář.

## Životopis
Giorgio Cencetti se narodil 30. ledna 1908 jako syn Edoarda Cencettiho a Francesky Montiové. V roce 1929 vystudoval práva a později i literaturu. Během studie paleografie a diplomatiky byl žákem Vincenza Federiciho a profesora právních dějin ve Florencii Pietra Torelliho.

### Archivář
V roce 1933 nastoupil jako archivář do Státního archivu v Boloni, jehož byl v letech 1935–1936 a 1949–1951 ředitelem. V roce 1942 byl vyslán do Zadaru, aby reorganizoval dalmatské archivy. V letech 1943–1944 dohlížel na převoz významných listinných fondů uchovávaných v archivech těchto provincií do Benátek. V roce 1948 byl pověřen italskou vládou k plnění smlouvy s Jugoslávií v oblasti archivnictví.

### Pedagog
V roce 1940 získal profesuru z paleografie a diplomacie na Boloňskou univerzitu, v roce 1944 byl jmenován a 1. února 1951 nastoupil na katedru paleografie na téže univerzitě. V roce 1959 nastoupil na univerzitu v Římě, kde byl od roku 1966 až do své smrti také ředitelem speciální školy pro archiváře a knihovníky (Scuola Speciale per Archivisti e Bibliotecari). Jeho nástupcem se stal Alessandro Pratesi.
V letech 1966 až 1970 byl na základě ministerského jmenování členem Vyšší rady akademií a knihoven.

## Dílo
Giorgio Cencetti se proslavil především jako paleograf svými díly Lineamenti di storia della scrittura latina a Vecchi e nuovi orientamenti nello studio di paleografia. Přelomová je jeho koncepce kanonizace a kaligrafické kondenzace, kterou převzal Bernhard Bischoff a která zásadně změnila chápání vývoje latinského písma v pozdní antice a raném středověku.